# Campeonato Mundial de Endurance da FIA de 2016
O Campeonato Mundial de Endurance da FIA de 2016 será a quinta temporada do Campeonato Mundial de Endurance da FIA, (em inglês: FIA World Endurance Championship ), uma competição automobilística internacional organizada pela Federação Internacional de Automobilismo e pelo Automobile Club de l'Ouest. O WEC, como também é conhecido, é destinado a protótipos desportivos (LMP) e carros de Gran Turismo (GT). A temporada 2016 começará em Circuito de Silverstone em abril, e terminará no Circuito Internacional do Barém em novembro, incluindo no calendário a 84.ª edição das 24 Horas de Le Mans.

## Calendário
O calendário provisório foi anunciado pelo ACO nas 6 Horas das Américas de 2015. Mantiveram-se as mesmas provas de 2015, à qual foi acrescenta as 6 Horas da Cidade do México. A ronda de Nürburgring foi antecipada em um mês para reduzir o hiato após Le Mans.
Haverá uma sessão de testes no Circuito Paul Ricard em Março enquanto que os testes das 24 Horas de Le Mans ocorrerão na primeira semana de junho.
| Rnd | Corrida                          | Circuito                        | Local                    | Data           |
| --- | -------------------------------- | ------------------------------- | ------------------------ | -------------- |
| 1   | 6 Horas de Silverstone           | Silverstone Circuit             | Silverstone, Reino Unido | 17 de abril    |
| 2   | WEC 6 Horas de Spa-Francorchamps | Circuit de Spa-Francorchamps    | Spa, Bélgica             | 7 de maio      |
| 3   | 24 Horas de Le Mans              | Circuit de la Sarthe            | Le Mans, França          | 18–19 Junho    |
| 4   | 6 horas de Nürburgring           | Nürburgring                     | Nürburg, Alemanha        | 24 de julho    |
| 5   | 6 Horas da Cidade do México      | Autódromo Hermanos Rodríguez    | Cidade do México, México | 3 de setembro  |
| 6   | 6 Horas do Circuito das Americas | Circuit of the Americas         | Austin, Estados Unidos   | 17 de setembro |
| 7   | 6 Horas de Fuji                  | Fuji Speedway                   | Oyama, Japão             | 16 de outubro  |
| 8   | 6 Horas de Xangai                | Shanghai International Circuit  | Shanghai, China          | 6 de novembro  |
| 9   | 6 Horas do Barém                 | Circuito Internacional do Barém | Sakhir, Barém            | 19 de novembro |

## Equipes e Pilotos
| Key                                        | Key                                        | Key |
| ------------------------------------------ | ------------------------------------------ | --- |
| Temporada completa                         | Entrada adicional (†)                      |     |
| Elegível para pontuar em todos campeonatos | Elegível apenas para campeonato de pilotos |     |

### LMP1
| Equipa                | Carro                   | Motor                          | Hybrid           | Pneu | No.                  | Pilotos           | Etapas |
| --------------------- | ----------------------- | ------------------------------ | ---------------- | ---- | -------------------- | ----------------- | ------ |
| Porsche Team          | Porsche 919 Hybrid      | Porsche 2.0 L Turbo V4         | Hybrid           | M    | 1                    | Timo Bernhard     | 1-9    |
| Porsche Team          | Porsche 919 Hybrid      | Porsche 2.0 L Turbo V4         | Hybrid           | M    | 1                    | Mark Webber       | 1-9    |
| Porsche Team          | Porsche 919 Hybrid      | Porsche 2.0 L Turbo V4         | Hybrid           | M    | 1                    | Brendon Hartley   | 1-9    |
| Porsche Team          | Porsche 919 Hybrid      | Porsche 2.0 L Turbo V4         | Hybrid           | M    | 2                    | Romain Dumas      | 1-9    |
| Porsche Team          | Porsche 919 Hybrid      | Porsche 2.0 L Turbo V4         | Hybrid           | M    | 2                    | Neel Jani         | 1-9    |
| Porsche Team          | Porsche 919 Hybrid      | Porsche 2.0 L Turbo V4         | Hybrid           | M    | 2                    | Marc Lieb         | 1-9    |
| ByKolles Racing Team  | CLM P1/01               | AER P60 2.4 L Turbo V6         |                  | D    | 4                    | Simon Trummer     | 1-9    |
| ByKolles Racing Team  | CLM P1/01               | AER P60 2.4 L Turbo V6         | Pierre Kaffer    | D    | 4                    | 1-9               |        |
| ByKolles Racing Team  | CLM P1/01               | AER P60 2.4 L Turbo V6         | Oliver Webb      | D    | 4                    | 1                 |        |
| Toyota Gazoo Racing   | Toyota TS050 Hybrid     | Toyota 2.4 L Twin Turbo V6     | Hybrid           | M    | 5                    | Sébastien Buemi   | 1-9    |
| Toyota Gazoo Racing   | Toyota TS050 Hybrid     | Toyota 2.4 L Twin Turbo V6     | Hybrid           | M    | 5                    | Anthony Davidson  | 1-9    |
| Toyota Gazoo Racing   | Toyota TS050 Hybrid     | Toyota 2.4 L Twin Turbo V6     | Hybrid           | M    | 5                    | Kazuki Nakajima   | 1-9    |
| Toyota Gazoo Racing   | Toyota TS050 Hybrid     | Toyota 2.4 L Twin Turbo V6     | Hybrid           | M    | 6                    | Mike Conway       | 1-9    |
| Toyota Gazoo Racing   | Toyota TS050 Hybrid     | Toyota 2.4 L Twin Turbo V6     | Hybrid           | M    | 6                    | Stéphane Sarrazin | 1-9    |
| Toyota Gazoo Racing   | Toyota TS050 Hybrid     | Toyota 2.4 L Twin Turbo V6     | Hybrid           | M    | 6                    | Kamui Kobayashi   | 1-9    |
| Audi Sport Team Joest | Audi R18 e-tron quattro | Audi TDI 4.0 L Turbo Diesel V6 | Hybrid           | M    | 7                    | André Lotterer    | 1-9    |
| Audi Sport Team Joest | Audi R18 e-tron quattro | Audi TDI 4.0 L Turbo Diesel V6 | Hybrid           | M    | 7                    | Benoît Tréluyer   | 1-9    |
| Audi Sport Team Joest | Audi R18 e-tron quattro | Audi TDI 4.0 L Turbo Diesel V6 | Hybrid           | M    | 7                    | Marcel Fässler    | 1-9    |
| Audi Sport Team Joest | Audi R18 e-tron quattro | Audi TDI 4.0 L Turbo Diesel V6 | Hybrid           | M    | 8                    | Oliver Jarvis     | 1-9    |
| Audi Sport Team Joest | Audi R18 e-tron quattro | Audi TDI 4.0 L Turbo Diesel V6 | Hybrid           | M    | 8                    | Lucas di Grassi   | 1-9    |
| Audi Sport Team Joest | Audi R18 e-tron quattro | Audi TDI 4.0 L Turbo Diesel V6 | Hybrid           | M    | 8                    | Loïc Duval        | 1-9    |
| Rebellion Racing      | Rebellion R-One         | AER P60 2.4 L Turbo V6         |                  | D    | 12                   | Nick Heidfeld     | 1-9    |
| Rebellion Racing      | Rebellion R-One         | AER P60 2.4 L Turbo V6         | Nicolas Prost    | D    | 12                   | 1-9               |        |
| Rebellion Racing      | Rebellion R-One         | AER P60 2.4 L Turbo V6         | Nelson Piquet Jr | D    | 12                   | 1-3               |        |
| Rebellion Racing      | Rebellion R-One         | AER P60 2.4 L Turbo V6         | Mathias Beche    | D    | 12                   | por anunciar      |        |
| Rebellion Racing      | Rebellion R-One         | AER P60 2.4 L Turbo V6         | 13               | D    | Dominik Kraihamer    | 1-9               |        |
| Rebellion Racing      | Rebellion R-One         | AER P60 2.4 L Turbo V6         | 13               | D    | Alexandre Imperatori | 1-9               |        |
| Rebellion Racing      | Rebellion R-One         | AER P60 2.4 L Turbo V6         | 13               | D    | Mathéo Tuscher       | 1-9               |        |

### LMP2
| Equipa                     | Carro               | Motor                  | Pneu         | No.           | Pilotos               | Etapas       |
| -------------------------- | ------------------- | ---------------------- | ------------ | ------------- | --------------------- | ------------ |
| G-Drive Racing/Jota Sports | Oreca 05            | Nissan VK45DE 4.5 L V8 | D            | 26            | Roman Rusinov         | 1-9          |
| G-Drive Racing/Jota Sports | Oreca 05            | Nissan VK45DE 4.5 L V8 | D            | 26            | Nathanaël Berthon     | 1-9          |
| G-Drive Racing/Jota Sports | Oreca 05            | Nissan VK45DE 4.5 L V8 | D            | 26            | René Rast             | 1            |
| G-Drive Racing/Jota Sports | Gibson 015S         | Nissan VK45DE 4.5 L V8 | D            | 38†           | Simon Dolan           | 2-3          |
| G-Drive Racing/Jota Sports | Gibson 015S         | Nissan VK45DE 4.5 L V8 | D            | 38†           | Jake Dennis           | 2-3          |
| G-Drive Racing/Jota Sports | Gibson 015S         | Nissan VK45DE 4.5 L V8 | D            | 38†           | Giedo van der Garde   | 2-3          |
| SMP Racing                 | BR Engineering BR01 | Nissan VK45DE 4.5 L V8 | por anunciar | 27            | Maurizio Mediani      | 1-9          |
| SMP Racing                 | BR Engineering BR01 | Nissan VK45DE 4.5 L V8 | por anunciar | 27            | Nicolas Minassian     | 1-9          |
| SMP Racing                 | BR Engineering BR01 | Nissan VK45DE 4.5 L V8 | por anunciar | 27            | por anunciar          | por anunciar |
| SMP Racing                 | BR Engineering BR01 | Nissan VK45DE 4.5 L V8 | por anunciar | 37            | Vitaly Petrov         | 1-9          |
| SMP Racing                 | BR Engineering BR01 | Nissan VK45DE 4.5 L V8 | por anunciar | 37            | Viktor Shaitar        | 1-9          |
| SMP Racing                 | BR Engineering BR01 | Nissan VK45DE 4.5 L V8 | por anunciar | 37            | Kirill Ladygin        | 1-9          |
| Extreme Speed Motorsports  | Ligier JS P2        | Nissan VK45DE 4.5 L V8 | D            | 30            | Scott Sharp           | por anunciar |
| Extreme Speed Motorsports  | Ligier JS P2        | Nissan VK45DE 4.5 L V8 | D            | 30            | Ryan Dalziel          | por anunciar |
| Extreme Speed Motorsports  | Ligier JS P2        | Nissan VK45DE 4.5 L V8 | D            | 30            | Chris Cumming         | por anunciar |
| Extreme Speed Motorsports  | Ligier JS P2        | Nissan VK45DE 4.5 L V8 | D            | 31            | Ed Brown              | por anunciar |
| Extreme Speed Motorsports  | Ligier JS P2        | Nissan VK45DE 4.5 L V8 | D            | 31            | Johannes van Overbeek | por anunciar |
| Extreme Speed Motorsports  | Ligier JS P2        | Nissan VK45DE 4.5 L V8 | D            | 31            | Pipo Derani           | por anunciar |
| Baxi DC Racing Alpine      | Alpine A460         | Nissan VK45DE 4.5 L V8 | por anunciar | 35            | David Cheng           | por anunciar |
| Baxi DC Racing Alpine      | Alpine A460         | Nissan VK45DE 4.5 L V8 | por anunciar | 35            | Ho-Pin Tung           | por anunciar |
| Baxi DC Racing Alpine      | Alpine A460         | Nissan VK45DE 4.5 L V8 | por anunciar | 35            | Nelson Panciatici     | por anunciar |
| Signatech Alpine           | Alpine A460         | Nissan VK45DE 4.5 L V8 | D            | 36            | Gustavo Menezes       | por anunciar |
| Signatech Alpine           | Alpine A460         | Nissan VK45DE 4.5 L V8 | D            | 36            | Nicolas Lapierre      | por anunciar |
| Signatech Alpine           | Alpine A460         | Nissan VK45DE 4.5 L V8 | D            | 36            | Stéphane Richelmi     | por anunciar |
| Strakka Racing             | Gibson 015S         | Nissan VK45DE 4.5 L V8 | D            | 42            | Nick Leventis         | por anunciar |
| Strakka Racing             | Gibson 015S         | Nissan VK45DE 4.5 L V8 | D            | 42            | Jonny Kane            | por anunciar |
| Strakka Racing             | Gibson 015S         | Nissan VK45DE 4.5 L V8 | D            | 42            | Danny Watts           | por anunciar |
| RGR Sport by Morand        | Ligier JS P2        | Nissan VK45DE 4.5 L V8 | D            | 43            | Filipe Albuquerque    | por anunciar |
| RGR Sport by Morand        | Ligier JS P2        | Nissan VK45DE 4.5 L V8 | D            | 43            | Bruno Senna           | por anunciar |
| RGR Sport by Morand        | Ligier JS P2        | Nissan VK45DE 4.5 L V8 | D            | 43            | Ricardo González      | por anunciar |
| Manor                      | Oreca 05            | Nissan VK45DE 4.5 L V8 | D            | 44            | Tor Graves            | por anunciar |
| Manor                      | Oreca 05            | Nissan VK45DE 4.5 L V8 | D            | 44            | Richard Bradley       | por anunciar |
| Manor                      | Oreca 05            | Nissan VK45DE 4.5 L V8 | D            | 44            | Will Stevens          | por anunciar |
| Manor                      | Oreca 05            | Nissan VK45DE 4.5 L V8 | D            | por anunciar† | James Jakes           | por anunciar |
| Manor                      | Oreca 05            | Nissan VK45DE 4.5 L V8 | D            | por anunciar† | Matt Rao              | por anunciar |
| Manor                      | Oreca 05            | Nissan VK45DE 4.5 L V8 | D            | por anunciar† | por anunciar          | por anunciar |

### LMGTE Pro
| Equipas                  | Carro                | Motor                         | Pneu | No. | Pilotos             | Etapas       |
| ------------------------ | -------------------- | ----------------------------- | ---- | --- | ------------------- | ------------ |
| AF Corse                 | Ferrari 488 GTE      | Ferrari F154CB 3.9 L Turbo V8 | M    | 51  | Gianmaria Bruni     | 1-9          |
| AF Corse                 | Ferrari 488 GTE      | Ferrari F154CB 3.9 L Turbo V8 | M    | 51  | James Calado        | 1-9          |
| AF Corse                 | Ferrari 488 GTE      | Ferrari F154CB 3.9 L Turbo V8 | M    | 51  | por anunciar        | por anunciar |
| AF Corse                 | Ferrari 488 GTE      | Ferrari F154CB 3.9 L Turbo V8 | M    | 71  | Davide Rigon        | 1-9          |
| AF Corse                 | Ferrari 488 GTE      | Ferrari F154CB 3.9 L Turbo V8 | M    | 71  | Sam Bird            | 1-9          |
| AF Corse                 | Ferrari 488 GTE      | Ferrari F154CB 3.9 L Turbo V8 | M    | 71  | por anunciar        | por anunciar |
| Ford Chip Ganassi Racing | Ford GT              | Ford EcoBoost 3.5 L Turbo V6  | M    | 66  | Olivier Pla         | 1-9          |
| Ford Chip Ganassi Racing | Ford GT              | Ford EcoBoost 3.5 L Turbo V6  | M    | 66  | Stefan Mücke        | 1-9          |
| Ford Chip Ganassi Racing | Ford GT              | Ford EcoBoost 3.5 L Turbo V6  | M    | 66  | Billy Johnson       | 1-3          |
| Ford Chip Ganassi Racing | Ford GT              | Ford EcoBoost 3.5 L Turbo V6  | M    | 67  | Marino Franchitti   | 1-9          |
| Ford Chip Ganassi Racing | Ford GT              | Ford EcoBoost 3.5 L Turbo V6  | M    | 67  | Andy Priaulx        | 1-9          |
| Ford Chip Ganassi Racing | Ford GT              | Ford EcoBoost 3.5 L Turbo V6  | M    | 67  | Harry Tincknell     | por anunciar |
| Ford Chip Ganassi Racing | Ford GT              | Ford EcoBoost 3.5 L Turbo V6  | M    | 68  | Joey Hand           | por anunciar |
| Ford Chip Ganassi Racing | Ford GT              | Ford EcoBoost 3.5 L Turbo V6  | M    | 68  | Dirk Müller         | por anunciar |
| Ford Chip Ganassi Racing | Ford GT              | Ford EcoBoost 3.5 L Turbo V6  | M    | 68  | Sébastien Bourdais  | por anunciar |
| Ford Chip Ganassi Racing | Ford GT              | Ford EcoBoost 3.5 L Turbo V6  | M    | 69  | Richard Westbrook   | por anunciar |
| Ford Chip Ganassi Racing | Ford GT              | Ford EcoBoost 3.5 L Turbo V6  | M    | 69  | Ryan Briscoe        | por anunciar |
| Ford Chip Ganassi Racing | Ford GT              | Ford EcoBoost 3.5 L Turbo V6  | M    | 69  | Scott Dixon         | por anunciar |
| Dempsey -Proton Racing   | Porsche 911 RSR      | Porsche 4.0 L Flat-6          | M    | 77  | Richard Lietz       | 1-9          |
| Dempsey -Proton Racing   | Porsche 911 RSR      | Porsche 4.0 L Flat-6          | M    | 77  | Michael Christensen | 1-9          |
| Dempsey -Proton Racing   | Porsche 911 RSR      | Porsche 4.0 L Flat-6          | M    | 77  | Wolf Henzler        | por anunciar |
| Aston Martin Racing      | Aston Martin Vantage | Aston Martin 4.5 L V8         | D    | 95  | Nicki Thiim         | 1-9          |
| Aston Martin Racing      | Aston Martin Vantage | Aston Martin 4.5 L V8         | D    | 95  | Marco Sørensen      | 1-9          |
| Aston Martin Racing      | Aston Martin Vantage | Aston Martin 4.5 L V8         | D    | 95  | Darren Turner       | 1-9          |
| Aston Martin Racing      | Aston Martin Vantage | Aston Martin 4.5 L V8         | D    | 97  | Richie Stanaway     | 1-9          |
| Aston Martin Racing      | Aston Martin Vantage | Aston Martin 4.5 L V8         | D    | 97  | Jonathan Adam       | 1-9          |
| Aston Martin Racing      | Aston Martin Vantage | Aston Martin 4.5 L V8         | D    | 97  | Fernando Rees       | 1-9          |

### LMGTE Am
| Equipas                 | Carro                    | Motor                    | Pneu | No. | Pilotos                  | Etapas       |
| ----------------------- | ------------------------ | ------------------------ | ---- | --- | ------------------------ | ------------ |
| Larbre Compétition      | Chevrolet Corvette C7.R  | Chevrolet LT5.5 5.5 L V8 | M    | 50  | Yutaka Yamagishi         | por anunciar |
| Larbre Compétition      | Chevrolet Corvette C7.R  | Chevrolet LT5.5 5.5 L V8 | M    | 50  | Paolo Ruberti            | por anunciar |
| Larbre Compétition      | Chevrolet Corvette C7.R  | Chevrolet LT5.5 5.5 L V8 | M    | 50  | Pierre Ragues            | por anunciar |
| KCMG                    | Porsche 911 RSR          | Porsche 4.0 L Flat-6     | M    | 78  | Christian Ried           | por anunciar |
| KCMG                    | Porsche 911 RSR          | Porsche 4.0 L Flat-6     | M    | 78  | por anunciar             | por anunciar |
| KCMG                    | Porsche 911 RSR          | Porsche 4.0 L Flat-6     | M    | 78  | por anunciar             | por anunciar |
| AF Corse                | Ferrari 458 Italia GT2   | Ferrari 4.5 L V8         | M    | 55† | Duncan Cameron           | por anunciar |
| AF Corse                | Ferrari 458 Italia GT2   | Ferrari 4.5 L V8         | M    | 55† | por anunciar             | por anunciar |
| AF Corse                | Ferrari 458 Italia GT2   | Ferrari 4.5 L V8         | M    | 55† | por anunciar             | por anunciar |
| AF Corse                | Ferrari 458 Italia GT2   | Ferrari 4.5 L V8         | M    | 83  | François Perrodo         | por anunciar |
| AF Corse                | Ferrari 458 Italia GT2   | Ferrari 4.5 L V8         | M    | 83  | Emmanuel Collard         | por anunciar |
| AF Corse                | Ferrari 458 Italia GT2   | Ferrari 4.5 L V8         | M    | 83  | Rui Águas                | por anunciar |
| Gulf Racing UK          | Porsche 911 RSR          | Porsche 4.0 L Flat-6     | M    | 86  | Michael Wainwright       | por anunciar |
| Gulf Racing UK          | Porsche 911 RSR          | Porsche 4.0 L Flat-6     | M    | 86  | Adam Carroll             | por anunciar |
| Gulf Racing UK          | Porsche 911 RSR          | Porsche 4.0 L Flat-6     | M    | 86  | Ben Barker               | por anunciar |
| Abu Dhabi-Proton Racing | Porsche 911 RSR          | Porsche 4.0 L Flat-6     | M    | 88  | Khaled Al Qubaisi        | por anunciar |
| Abu Dhabi-Proton Racing | Porsche 911 RSR          | Porsche 4.0 L Flat-6     | M    | 88  | Patrick Long             | por anunciar |
| Abu Dhabi-Proton Racing | Porsche 911 RSR          | Porsche 4.0 L Flat-6     | M    | 88  | David Heinemeier Hansson | por anunciar |
| Aston Martin Racing     | Aston Martin Vantage GTE | Aston Martin 4.5 L V8    | D    | 98  | Paul Dalla Lana          | por anunciar |
| Aston Martin Racing     | Aston Martin Vantage GTE | Aston Martin 4.5 L V8    | D    | 98  | Pedro Lamy               | por anunciar |
| Aston Martin Racing     | Aston Martin Vantage GTE | Aston Martin 4.5 L V8    | D    | 98  | Mathias Lauda            | por anunciar |
| Aston Martin Racing     | Aston Martin Vantage GTE | Aston Martin 4.5 L V8    | D    | 99† | Andrew Howard            | por anunciar |
| Aston Martin Racing     | Aston Martin Vantage GTE | Aston Martin 4.5 L V8    | D    | 99† | por anunciar             | por anunciar |
| Aston Martin Racing     | Aston Martin Vantage GTE | Aston Martin 4.5 L V8    | D    | 99† | por anunciar             | por anunciar |

## Alterações técnicas
A FIA introduziu uma série de mudanças nos carros LMP1 para 2016 para reduzir a sua velocidade. Isto se deveu aos carros de 2015 serem significativamente mais rápido do que os de 2014, com a maioria dos recordes de pista quebrados em 2015. O ritmo de desenvolvimento das motorizações híbridas resultou em carros de corrida com mais de 1 000 cv.